# Keynésianisme militaire
Le keynésianisme militaire est une politique économique qui vise la croissance économique par un accroissement des dépenses militaires. 
Il s'agit d'une politique de relance budgétaire telle que pouvait la prôner Keynes. Mais là ou Keynes préconisait d'augmenter les dépenses publiques sur des postes socialement utiles (infrastructures notamment), les dépenses publiques supplémentaires sont allouées à l'industrie de l'armement, le domaine de la défense étant celui sur lequel l’exécutif exerce le plus grand pouvoir discrétionnaire.